# Macrocentrus flavus
Macrocentrus flavus är en stekelart som beskrevs av Vollenhoven 1878. Macrocentrus flavus ingår i släktet Macrocentrus och familjen bracksteklar. Inga underarter finns listade i Catalogue of Life.